# کنو داین
کنو داین (دانمارکی: Knud Degn; ۱۱ مهٔ ۱۸۸۰ – ۱۶ مهٔ ۱۹۶۵) قایقران قایق بادبانی اهل دانمارک بود.